# Tara Hills, Kalifornien
Tara Hills är en ort (CDP) i Contra Costa County, i delstaten Kalifornien, USA. Enligt United States Census Bureau har orten en folkmängd på 5 126 invånare (2010) och en landarea på 1,7 km².